# زنان سرکش لوک تنها
زنان سرکش لوک تنها (انگلیسی: Lonesome Luke's Wild Women) یک فیلم کمدی صامت کوتاه به کارگردانی هال روچ است که در سال ۱۹۱۷ منتشر شد. نسخه‌ای از این فیلم موجود است.

## بازیگران
- هارولد لوید
- اسناب پالرد
- ببه دنیلز
- باد جیمیسون
- سمی بروکس
- چارلز استیونسون
- ماری موسکینی
- مارگارت جاسلین
- گاس لئونارد
- گیلبرت پرت
- دوروثیا والبرت
- فرد سی. نیومیر
- استل هَریسون